# Lipinia vulcania
Lipinia vulcania är en ödleart som beskrevs av  Girard 1857. Lipinia vulcania ingår i släktet Lipinia och familjen skinkar. IUCN kategoriserar arten globalt som otillräckligt studerad. Inga underarter finns listade i Catalogue of Life.